# آنا ماكيون هاربر
آنا ماكيون هاربر (بالإنجليزية: Anna McCune Harper)‏ مواليد 02 يوليو 1902 في كاليفورنيا، الولايات المتحدة - الوفاة 14 يونيو 1999 في موراغا، الولايات المتحدة، كانت لاعبة كرة مضرب أمريكية، اعتزلت اللعب في 1932. كما أنها إحدى بطلات الجراند سلام.

## بطولات حققتها
- بطولة ويمبلدون

## النهائيات

### الفردي: الوصافة 1
| النتيجة | السنة | البطولة           | المنافس في النهائي | النتيجة في النهائي |
| الوصافة | 1930  | البطولة الأمريكية | بيتي ناتال         | 1–6, 4–6           |

### الزوجي: الوصافة 2
| النتيجة | السنة | البطولة           | الشريك    | المنافس في النهائي              | النتيجة في النهائي |
| الوصافة | 1928  | البطولة الأمريكية | إديث كروس | هازل هوتشكيس وايتمان هيلين ويلز | 2–6, 2–6           |
| الوصافة | 1930  | البطولة الأمريكية | إديث كروس | بيتي ناتال سارة بالفري كوك      | 6–3, 3–6, 5–7      |

### الزوجي المختلط: الألقاب 1, الوصافة 1
| النتيجة | السنة | البطولة           | الشريك       | المنافس في النهائي     | النتيجة في النهائي |
| الفوز   | 1931  | ويمبلدون          | جورج لوت     | جوان ريدلي إيان كولينز | 6–3, 1–6, 6–1      |
| الوصافة | 1931  | البطولة الأمريكية | ويلمر أليسون | بيتي ناتال جورج لوت    | 3–6, 3–6           |

## الخط الزمني للفردي
مفتاح
| ف | ن | ن.ن | ر.ن | د# | د.م | ل | أ.أ | ت | غ | ب | ف | ذ | م.خ | ل.ت |

(ف) فاز بالبطولة (ن) وصل النهائي (ن.ن) نصف النهائي (ر.ن) ربع النهائي (د#) الأدوار الأربعة الأولى (د.م) دور المجموعات (ل) شارك في كأس ديفيز (أ.أ) خرج من الأدوار الاولى (ت) خسر التصفيات التأهيلية (غ) غاب عن الحدث أو البطولة (ب) حصل على ميدالية برونزية (ف) حصل على ميدالية فضية (ذ) حصل على ميدالية ذهبية (م.خ) بطولة الماسترز خُفضت إلى مرتبة أقل (ل.ت) البطولة لم تعقد في السنة المعينة.
لتجنب الارتباك وازدواجية الحساب، يتم تحديث هذه المعلومات إما في نهاية البطولة، أو عندما تكون مشاركة اللاعب في البطولة قد انتهت.
| الدورة             | 1925  | 1926  | 1927  | 1928  | 1929  | 1930  | 1931  | 1932  | إجمالي ف/م |
| ------------------ | ----- | ----- | ----- | ----- | ----- | ----- | ----- | ----- | ---------- |
| البطولة الأسترالية | غ     | غ     | غ     | غ     | غ     | غ     | غ     | غ     | 0 / 0      |
| البطولة الفرنسية   | غ     | غ     | غ     | غ     | غ     | غ     | غ     | غ     | 0 / 0      |
| ويمبلدون           | د3    | د1    | غ     | غ     | غ     | غ     | د4    | د1    | 0 / 4      |
| البطولة الأمريكية  | غ     | غ     | غ     | د3    | د3    | ن     | ر.ن   | ر.ن   | 0 / 5      |
| م.ف                | 0 / 1 | 0 / 1 | 0 / 0 | 0 / 1 | 0 / 1 | 0 / 1 | 0 / 2 | 0 / 2 | 0 / 9      |

- إجمالي ف / م = إجمالي الفوز والمشاركة